# Franz von Papen
Il barone Franz Joseph Hermann Michael Maria von Papen, Erbsälzer zu Werl und Neuwerk  (Werl, 29 ottobre 1879 – Sasbach, 2 maggio 1969) è stato un militare, politico e diplomatico tedesco. Esponente fino al 1932 del Partito di Centro Cattolico, fu cancelliere della Repubblica di Weimar nel 1932 e vice cancelliere del governo Hitler dal 1933 al 1934. Fu poi ambasciatore del Reich in Austria e quindi in Turchia.

## Biografia
Nato da una ricca e nobile famiglia cattolica che abitava in Vestfalia, terzo dei cinque figli di Friedrich von Papen (1839-1906) e di Anna Laura von Steffens-Drimborn (1852-1939), intraprese fin da giovanissimo la carriera militare, diventando ufficiale a soli 18 anni, nel 1897. Dopo un periodo trascorso come attendente al palazzo imperiale, entrò nello Stato Maggiore generale nel marzo 1913. Poco incline alla staticità militare, preferì dedicarsi alla carriera diplomatica per rispondere alla propria indole viaggiatrice.
Entrò nel servizio diplomatico nel dicembre 1913 come addetto militare dell'ambasciatore tedesco negli Stati Uniti d'America. All'inizio del 1914 si recò in Messico (dove era anche accreditato) e seguì i fatti della rivoluzione messicana. Una volta, quando gli zapatisti anti-Huerta stavano avanzando su Città del Messico, Papen organizzò un gruppo di volontari europei per combattere per il generale messicano Victoriano Huerta. Nella primavera del 1914, come addetto militare tedesco in Messico, Papen fu profondamente coinvolto nella vendita di armi al governo del generale Huerta, credendo di poter collocare il Messico nella sfera di influenza tedesca, sebbene il crollo del regime di Huerta a luglio 1914 pose fine a quella speranza. Nell'aprile 1914, Papen osservò personalmente l'occupazione statunitense di Veracruz quando gli Stati Uniti presero la città di Veracruz, nonostante gli ordini di Berlino di rimanere a Città del Messico. Durante la sua permanenza in Messico, Papen acquisì l'amore per gli intrighi e le avventure internazionali che caratterizzarono i suoi successivi incarichi diplomatici negli Stati Uniti, in Austria e in Turchia. Il 30 luglio 1914 Papen arrivò a Washington dal Messico per assumere il suo incarico come addetto militare tedesco negli Stati Uniti.
Durante la prima guerra mondiale cercò di acquistare armi negli Stati Uniti per il suo paese, ma il blocco del Regno Unito rese quasi impossibile la spedizione di armi in Germania. Il 22 agosto 1914, Papen assunse il detective privato statunitense Paul Koeing, con sede a New York, per condurre una campagna di sabotaggio e bombardamenti contro le imprese di New York di proprietà di cittadini delle nazioni alleate. Papen, a cui Berlino aveva dato un fondo illimitato di denaro a cui attingere, tentò di impedire ai governi britannico, francese e russo di acquistare rifornimenti di guerra negli Stati Uniti. Papen creò una società di copertura che cercò di acquistare in modo esclusivo ogni pressa idraulica negli Stati Uniti per i prossimi due anni per limitare la produzione di proiettili di artiglieria da parte delle aziende statunitensi con contratti con gli Alleati. Per consentire ai cittadini tedeschi che vivevano nelle Americhe di tornare a casa in Germania, Papen organizzò un'operazione a New York per falsificare i passaporti statunitensi.
A partire dal settembre 1914 Papen abusò della sua immunità diplomatica come addetto militare tedesco e neutralità degli Stati Uniti per iniziare a organizzare piani per un'invasione del Canada, nonché una campagna di sabotaggio contro canali, ponti e ferrovie. Nell'ottobre 1914 Papen fu coinvolto nella cospirazione indo-tedesca, quando contattò i nazionalisti indiani anti-britannici che vivevano in California, organizzando la consegna delle armi. Nel febbraio 1915, organizzò l'attentato al ponte internazionale di Vanceboro, mentre la sua immunità diplomatica lo proteggeva dall'arresto. Allo stesso tempo fu coinvolto nei piani per riportare Huerta al potere, provvedendo all'armamento e al finanziamento della prevista invasione del Messico.
Le attività di Papen erano note all'intelligence britannica, che condivideva le sue informazioni con il governo degli Stati Uniti. Di conseguenza fu espulso dagli Stati Uniti per complicità nella pianificazione di atti di sabotaggio, su richiesta dell'allora presidente statunitense Thomas Woodrow Wilson. Il 28 dicembre 1915 fu dichiarato persona non grata dopo la sua denuncia e fu richiamato in Germania. Al suo ritorno, gli fu data la Croce di Ferro.
Papen rimase coinvolto in complotti nelle Americhe. Contattò nel febbraio 1916 il colonnello messicano Gonzalo Enrile, residente a Cuba, nel tentativo di organizzare l'appoggio tedesco a Félix Díaz, l'aspirante uomo forte del Messico. Papen servì da intermediario tra i volontari irlandesi e il governo tedesco per quanto riguarda l'acquisto e la consegna di armi da utilizzare contro il Regno Unito durante la Rivolta di Pasqua del 1916. Servì anche da intermediario con i nazionalisti indiani. Nell'aprile 1916 un gran giuria federale degli Stati Uniti emise un atto d'accusa contro Papen per un complotto per far esplodere il Canale di Welland in Canada; rimase sotto accusa fino a quando divenne cancelliere della Germania, momento in cui le accuse furono ritirate.
Dal 1916 fino al termine della prima guerra mondiale combatté in Turchia con il grado di tenente colonnello e operò anche in Palestina nella 4ª Armata.
Dopo la conclusione del conflitto entrò nel Partito di Centro Cattolico, di cui guidò l'ala destra. Dopo il matrimonio con la figlia di un noto industriale, divenne il principale punto di riferimento politico per le classi più abbienti, soprattutto dopo che, nel 1920, fu eletto deputato nella Dieta di Prussia. Conservò il suo seggio anche nelle elezioni del 1928 e in quelle del 1930.

### Cancelliere
Il 1º giugno 1932, dopo una profonda crisi politica che investì la Repubblica di Weimar, il presidente della Repubblica Paul von Hindenburg lo nominò Cancelliere, a patto che la sua amministrazione fosse neutrale da un punto di vista politico e socioeconomico. Lasciò quindi il suo partito e si mise alla guida di un governo semi-dittatoriale che fu espressione del rampante capitalismo tedesco. Sostanzialmente antidemocratico, egli aveva in mente l'abolizione della Costituzione di Weimar e la creazione di uno stato governato secondo i criteri di censo e nobiltà con l'abolizione dei partiti politici.
Al fine di raggiungere il suo utopico obiettivo, emarginò i socialisti della SPD e i comunisti della KPD, mentre non disprezzò l'alleanza con il Partito Nazista, guidato da Adolf Hitler. Il 20 luglio 1932 inoltre, von Papen, attraverso un decreto di emergenza del presidente Paul von Hindenburg, assunse pieni poteri in Prussia in seguito allo scioglimento del governo prussiano (Preußenschlag, colpo di Stato prussiano); questa mossa ebbe come pretesto ufficiale la soppressione dei disordini scoppiati nella provincia prussiana, ma in realtà riuscì a legare indissolubilmente la Prussia alle sorti del Reich.
La sua azione politica, estremamente conservatrice e reazionaria (che fu comunque appoggiata dal papa Pio XI), suscitò ovviamente violente polemiche a sinistra. Quando il 17 novembre 1932 anche l'ex generale Kurt von Schleicher ritirò la sua fiducia, il governo di Franz von Papen cadde definitivamente. La mossa dell'ex generale, che lo aveva inizialmente aiutato a diventare Cancelliere, fu giudicata da von Papen come uno sgarbo ed un tradimento.

### Vice nel primo governo Hitler
Ebbe comunque subito l'occasione di vendicarsi, stringendo un'alleanza con il Partito Nazista di Hitler e favorendone la nomina a Cancelliere il 30 gennaio 1933, pur di ottenere in cambio dal Führer la nomina a vicecancelliere del suo governo.
Il 20 luglio 1933 firmò in Vaticano il Reichskonkordat, il concordato tedesco. Da parte pontificia l'accordo venne firmato dal segretario di Stato cardinale Pacelli, il futuro papa Pio XII. Altro aspetto che riguardò la religione del III Reich, fu la supposta spinta al neopaganesimo; secondo alcune ipotesi Von Papen venne tenuto all'oscuro di questo piano dagli altri gerarchi nazisti. Dagli archivi vaticani emerge che il partito di centro votò il 23 marzo 1933 la legge sui pieni poteri a Hitler svolgendo una trattativa della quale non era informata la Santa Sede.
Il 17 giugno 1934, dopo avere tenuto un discorso presso l'università di Marburgo in cui prendeva le distanze dal regime criticandone alcuni aspetti violenti, venne esonerato dal posto di vicecancelliere da parte del Führer. Durante la "notte dei lunghi coltelli" fra il 30 giugno e il 1º luglio 1934, Himmler aveva inserito Papen nelle liste di persone da eliminare, ma Göring lo fece rinchiudere in casa per tre giorni, protetto da un distaccamento di militari di scorta. In seguito, al processo di Norimberga, Papen avrebbe detto: "Un solo uomo si era interposto fra me ed il plotone d'esecuzione: Göring".

### Ambasciatore del Reich
Von Papen divenne quindi ambasciatore a Vienna dal 1934 al 1939, ed in questa veste preparò l'annessione dell'Austria alla Germania, ovvero l'Anschluss, che effettivamente avvenne nel 1938.
Nell'aprile 1939, pochi mesi prima della seconda guerra mondiale, fu scelto come ambasciatore in Turchia, ed ebbe il difficile compito di tenere fuori dal conflitto il governo di Ankara. Durante la sua permanenza riuscì nell'impresa, e firmò con il governo turco un patto di non aggressione con il Reich tedesco nel giugno 1941. Lasciò l'incarico nell'agosto 1944, mentre la Turchia dichiarò guerra alla Germania solo nel febbraio del 1945.
Il 9 aprile 1945 fu arrestato da un reparto della 9ª armata statunitense, e condotto nella località di Mondorf-les-Bains, in Lussemburgo.

### Processato a Norimberga
Da lì fu quindi tradotto a Norimberga, dove partecipò in qualità di imputato al processo disposto dagli Alleati per i criminali di guerra nazisti. Lì, gli furono contestati i due capi di accusa di cospirazione e di crimini contro la pace. Durante l'udienza von Papen ricordò alcuni momenti di contrasto che egli ebbe con Hitler: per esempio il già citato discorso del 17 giugno 1934.
In realtà il cattolico von Papen, in qualità di ambasciatore di Germania ad Ankara, ebbe rapporti con il delegato apostolico Angelo Roncalli, che lo convinse ad adoperarsi in favore degli ebrei. Durante la guerra, una nave piena di bambini ebrei tedeschi, miracolosamente sfuggita a ogni controllo, giunse al porto di Istanbul. Secondo le regole della neutralità, la Turchia avrebbe dovuto rimandare quei bambini in Germania, dove sarebbero stati avviati ai campi di sterminio. Monsignor Roncalli si adoperò giorno e notte per la loro salvezza e, alla fine, proprio grazie anche all'intervento di von Papen, i bambini si salvarono.
Così dichiarerà l'ex-ambasciatore tedesco: «Andavo a Messa da lui nella delegazione apostolica. Parlavamo del modo migliore per garantire la neutralità della Turchia. Eravamo amici. Io gli passavo soldi, vestiti, cibo, medicine per gli ebrei che si rivolgevano a lui, arrivando scalzi e nudi dalle nazioni dell'est europeo, man mano che venivano occupate dalle forze del Reich. Credo che 24.000 ebrei siano stati aiutati a quel modo».
Nonostante l'avvocato dell'accusa Shawcross avesse chiesto la pena di morte anche per von Papen, accusato di essere responsabile dell'azione persecutoria del Reich contro le chiese e le confessioni religiose in genere, fu infine prosciolto dalle accuse rivoltegli e liberato al termine del processo.

### Nel dopoguerra
Pur non partecipando mai alle barbarie più violente (come, per esempio, l'Olocausto), non osò mai contraddire personalmente i capi più importanti del Terzo Reich. Nel 1947, all'età di 68 anni, venne condannato a otto anni di lavoro forzato da una Corte tedesca impegnata nel processo di "denazificazione". Fu rilasciato nel 1949 a seguito di una sentenza in appello. Franz von Papen aderì all’Unione Cristiano-Democratico di Germania (CDU) nel 1949 e ne fu membro fino alla sua morte, avvenuta nel 1969.
Nonostante il suo coinvolgimento, la sua influenza nel partito e nella politica tedesca post-bellica fu limitata, e il suo ruolo all'interno del CDU fu piuttosto marginale, dato il suo passato controverso legato al regime nazista. A partire dal 1954 si ritirò a vita privata, divenendo tra l'altro Cavaliere di Malta e riottenendo il titolo di Gentiluomo di sua santità nel 1959. Nello stesso anno ottenne anche l'onorificenza pontificia della Gran Croce dell'Ordine Piano. Nel 1962 pubblicò un libro di memorie.
Von Papen morì nel 1969 e ricevette sepoltura nel cimitero di Wallerfangen, nel Saarland.